# Pseudorhaphitoma mamillata
Pseudorhaphitoma mamillata é uma espécie de gastrópode do gênero Pseudorhaphitoma, pertencente a família Mangeliidae.